# Peter Johnson (cầu thủ bóng đá, sinh năm 1958)
Peter Edward Johnson (sinh ngày 5 tháng 10 năm 1958, ở Harrogate) là một cựu cầu thủ bóng đá người Anh thi đấu ở vị trí hậu vệ. Hiện tại ông là huấn luyện viên bán thời gian cho U-16 York City. Ông có 399 lần ra sân ở Football League cho các đội bóng Middlesbrough, Newcastle United, Bristol City, Doncaster Rovers, Darlington, Crewe Alexandra, Exeter City, Southend United, Gillingham và Peterborough United. Ở Southend United, ông có hơn 120 lần ra sân. Năm 1992, ông chuyển đến Wycombe Wanderers, lúc đó vẫn là một câu lạc bộ non-league.